# Jardin de la paix (Riga)
Le  jardin de la Paix (en letton : Miera dārzs) est un parc public du voisinage Maskavas forštate à Riga en Lettonie.

## Présentation
Le jardin de la paix est délimité par les rues Katoļu iela, Kalupes  iela, Daugavpils iela et Jēkabpils  iela.
La rue Jēkabpils  iela le sépare du jardin Klusais dārzs.
La superficie du jardin est de 3,6 hectares.
L'église catholique Saint-François est située au bord du parc.

## Histoire
Le parc a été créé en 1908 sur le territoire où se trouvaient les cimetières des pauvres de 1773 à 1872.
La planification avait déjà eu lieu en 1904, lorsque Georg Kuphaldt créa les plans de ce parc.
Il soumit un projet et une estimation des frais pour la construction d'un parc de 6 945 m2.
En 1905, le conseil municipal de Riga décide également de transformer progressivement le cimetière municipal fermé en jardin public.
La partie inutilisée du cimetière catholique d'une superficie de 818 m2 a également été cédée à la ville pour l'aménagement d'un jardin.
Ce cimetière fut fermé en 1885.
Georg Kuphaldt a donc conçu un nouveau projet incluant une partie du cimetière catholique sur le territoire du futur jardin.
En conséquence, la superficie du jardin est passée à 7 461 m2.
Il y avait beaucoup de grands arbres dans la zone du cimetière. Ils ont été préservés et regroupés en groupes séparés grâce à de nouvelles plantations. Des pelouses ont été créées dans les emplacements libres. Les éléments de composition d'un jardin paysager sont utilisés dans l'aménagement du parc. En signe de respect pour les personnes inhumées, les monuments des tombes bien entretenues ont été conservés, mais les monuments et plaques commémoratives des tombes non entretenues ont été placés sous un groupe de vieux tilleuls.
Des bancs de repos ont été placés dans le jardin et une conduite d'eau a été installée pour arroser le parc. En 1909 et 1910, une nouvelle clôture en bois avec des piliers en brique et une fondation en brique a été construite le long des rues Katoļu iela et Palisādes ielā. Le cimetière catholique fermé a été également séparé du jardin par une clôture en bois. En 1908, le jardin est rendu public. Le nom du jardin a été choisi en référence à l'ancien cimetière.
Le Jardin de la Paix n'a pas été endommagé pendant la Première Guerre mondiale. Au début des années 1920, alors que le jardin n'avait pas encore été transformé, des entraînements sportifs y étaient organisés. Compte tenu du fait qu'il y avait existé un cimetière, la municipalité n'y pas autorisé l'organisation de concerts et de soirées dansantes.
À la fin des années 1920, la transformation du jardin commença selon le projet d'Andrejs Zeidaks.
Andrejs Zeidaks pensait que le jardin ne répondait plus aux exigences de l'époque.
Des terrains de jeux et des espaces de concert ont été aménagés dans le jardin. La superficie du jardin a été augmentée en ajoutant le territoire du cimetière catholique fermé. Dans cette partie du jardin, selon le croquis de l'architecte A. Biseniekas, une conque musicale a été construite et une zone de concert pour 5 000 spectateurs a été aménagée. En 1927, le vase Memento mori (souviens-toi de la mort), sculpte en pierre artificielle par le sculpteur Rihards Maur, fut placé dans le parc.
Après la Seconde Guerre mondiale, le jardin a été replanté. Il a été légèrement agrandi dans les années 1960. Dans le paysage du jardin, les trembles, qui s'élèvent au-dessus des autres arbres, se détachent nettement du fond des autres arbres. Les vieux mélèzes d'Europe confèrent également à la verdure un caractère unique. Au printemps, les aubépine épanouissent leurs grandes fleurs roses. Environ 11 espèces d'arbres et d'arbustes locales poussent dans le jardin, ainsi que 45 espèces de plantes importées.

## Galerie

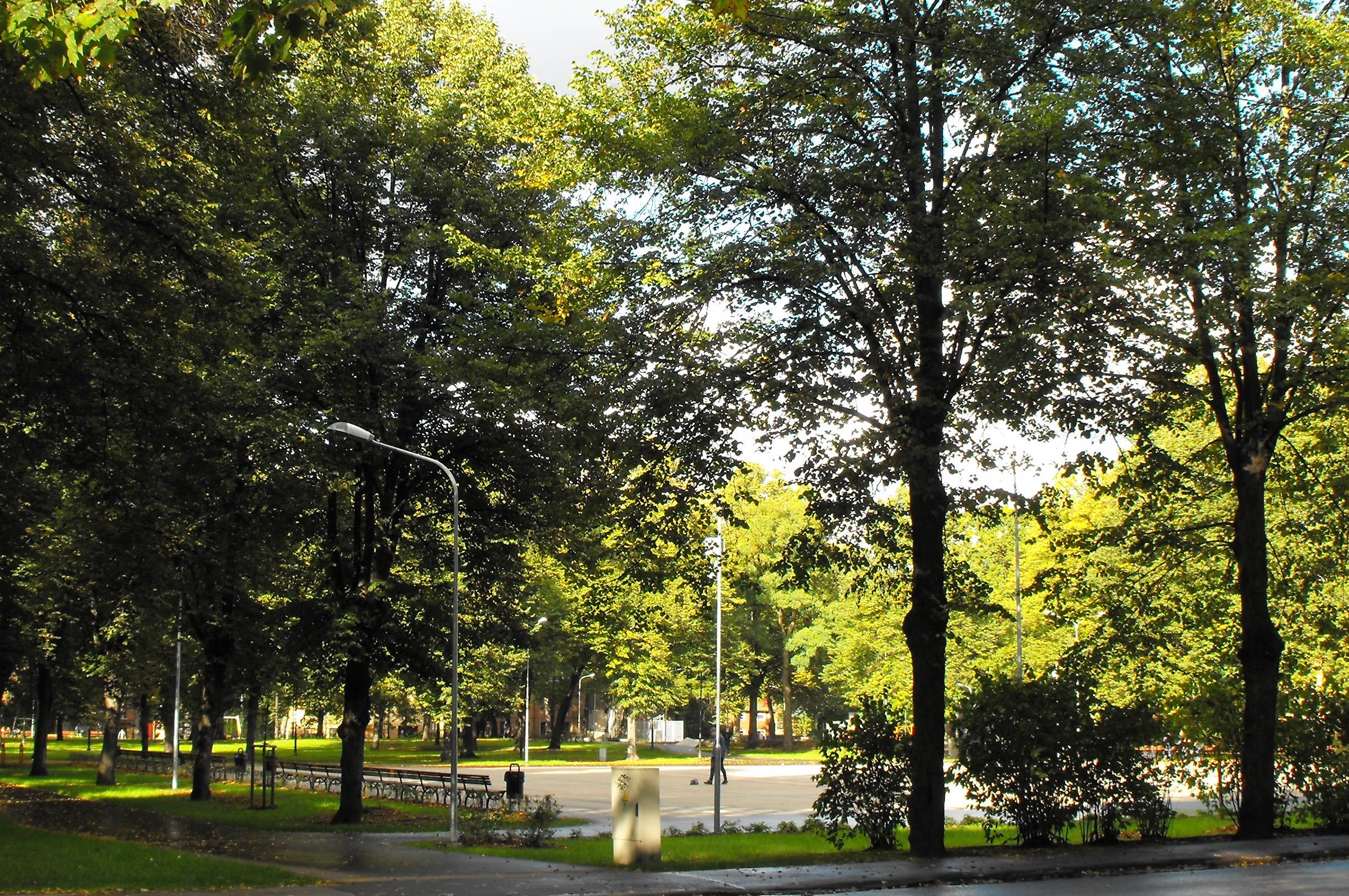
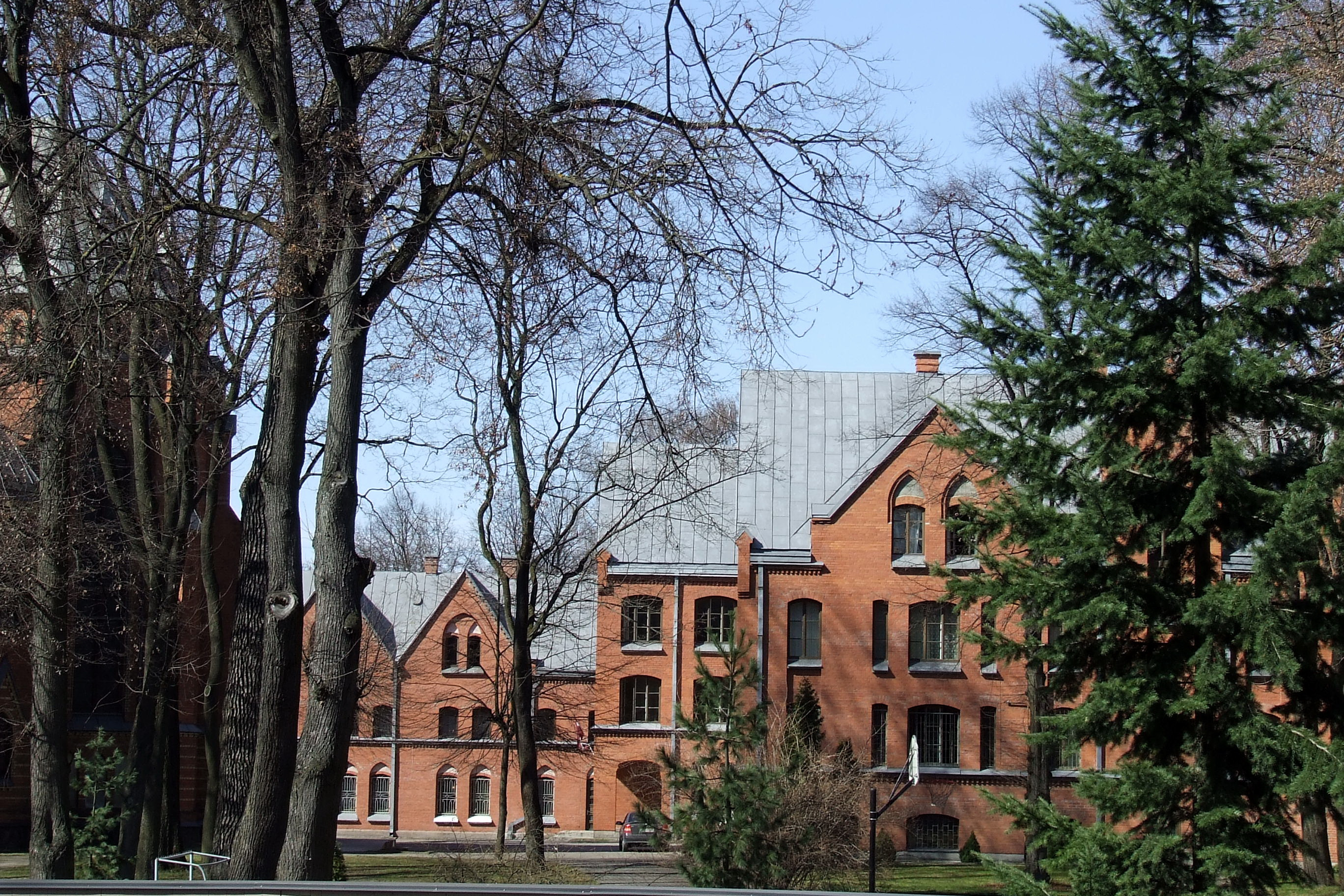
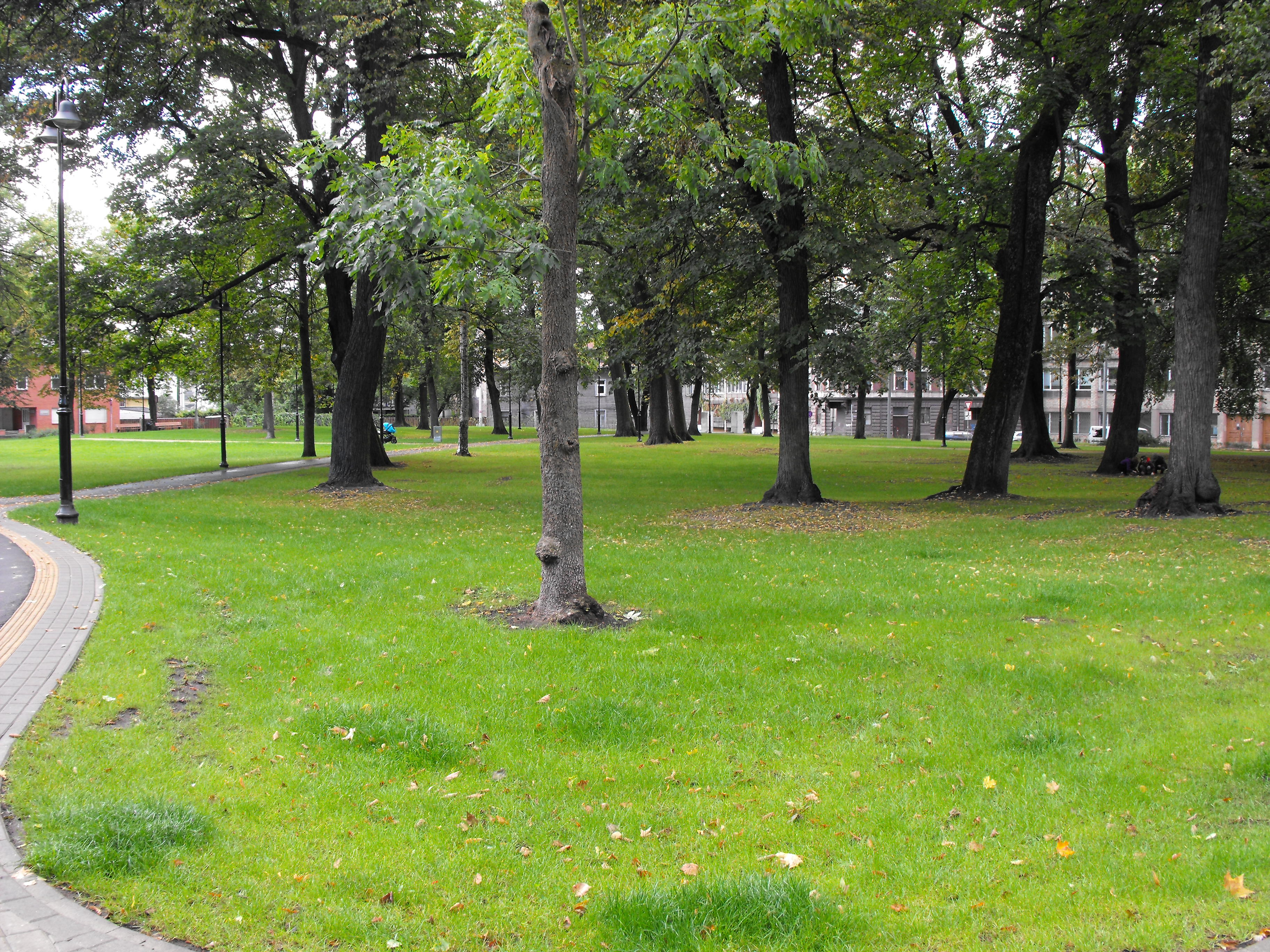

## Autres parcs et monuments pour la Paix
par date de construction ou d'inauguration :
- (an 71) Forum de la Paix, érigé par Vespasien, Rome, Italie
- (an 75) Ara Pacis : Autel de la Paix Auguste à Rome, Italie
- (an 75) Bibliothèque de la Paix, Rome, Italie
- (an 958) Assemblée de Paix de Clermont, France
- (an 972) Assemblée de Paix de Coler, près d'Aurillac, France
- (an 989) La Paix de Dieu, concile de Charroux, France
- (1027) Trève de Dieu, Catalogne, Espagne
- (1613) Colonne de la Paix Armée, Parc Monsouris, Paris, France
- (1805) Monument de la Paix, Austerlitz, Pays-Bas
- (1807) Arc de la Paix, Arco della Pace, Milan, Italie
- (1907) Palais de la Paix, La Haye, Hollande
- (1908) Jardin de la Paix, Riga, Lettonie
- (1912) Mémorial de la Paix, Pamatnik Mohyla miru, Austerlitz-Bnro, République Tchèque. (The Cairn fo Peace)
- (1918) Mémorial de la Paix, Hiroshima, Japon,
- (1918) Tour de la Paix, Parlement du Canada, Ottawa, Canada
- (1921) Arche de la Paix, sur la frontière entre le Canada (Surrey) et les États-Unis
- (1930) Mémorial du "Flambeau de la Paix", Neuville-Saint-Vaast, France
- (1950) Parc de la Paix, Nagasaki, plus d'un millier de parcs de la Paix, dans plus de 50 pays du monde
- (1958) Monument de la Paix des enfants, Hiroshima, Japon
- (1968) Journée mondiale de prière pour la paix, catholique
- (1981) Journée internationale de la Paix, célébrée le 21 septembre, ONU,
- (1986) Culture de la Paix, Cultura de Paz, Pérou
- (1988) Parc de la Paix, Liège
- (1992) Cloche de la Paix, Montjuïc, Barcelone
- (1994) Menhirs pour la Paix, Campo da Rata, La Corogne, Espagne
- (1997) Statue de la Paix, Kannonji, Japon
- ·        (2000) Mur pour la Paix, Paris, France
- ·        (2003) Jardin de la Paix, Genève, Paris, etc.
- ·        (2006) Palais de la Paix et de la Réconciliation, Kazakhstan
- ·        (2006) Jardin de la Paix et des Libertés, Vaulx-en-Velin, France, et dans une centaine de villes en France
- ·        (2010) Monument de la Paix, cité administrative, Bamako, Mali
- ·        (2011) Statue de la Paix, Femme de réconfort, Sonyeosang, Séoul, Corée du Sud
- ·        (2012) Passerelle de la Paix, Lyon, France
- ·        (2014) Monument de la Paix, Tampouy, monument des martyrs, Ouagadoudou, Burkina-Faso
- ·        (2018) Jardins de la Paix, Marrakech, Maroc
- (2018) Jardin de la paix, association créée par Art & Jardins en région Hauts-de-France

## Voir  aussi